# Strangeulation Vol. II
Albums de Tech N9ne
Special Effects
(2015) The Storm
(2016)
Strangeulation Vol. II est le dix-septième album studio du rappeur Tech N9ne, sorti le 20 novembre 2015. 
L'album s'est classé 1er aux Independent Albums, 4e au Top R&B/Hip-Hop Albums et 25e au Billboard 200.

## Liste des titres
Tous les titres sont produits par Seven, à l'exception de Torrid, coproduit par Tyler Lyon.
| No  | Titre                                                                       | Auteur                                                                     | Durée |
| --- | --------------------------------------------------------------------------- | -------------------------------------------------------------------------- | ----- |
| 1.  | Strangeulation Vol. II Cypher I                                             | Aaron D. Yates, Michael Summers                                            | 2:52  |
| 2.  | PBSA (featuring Ces Cru)                                                    | Yates, Mike Viglione, Donnie King, Summers                                 | 4:25  |
| 3.  | Push Start (featuring Big Scoob)                                            | Yates, Stewart D. Ashby, Summers, Manzilla Marquis Queen                   | 3:05  |
| 4.  | Slow to Me (featuring Krizz Kaliko et Rittz)                                | Yates, Samuel Watson, Jonathan McCollum, Summers                           | 4:40  |
| 5.  | Strangeulation Vol. II Cypher II (featuring Stevie Stone et Ces Cru)        | Yates, Viglione, King, Summers, Stephen Williams                           | 4:03  |
| 6.  | MMM                                                                         | Yates, Summers                                                             | 3:54  |
| 7.  | Intruders (skit)                                                            | Yates                                                                      | 1:04  |
| 8.  | Tell Me If I'm Trippin' (featuring Brotha Lynch Hung, Prozak et Tyler Lyon) | Yates, Steven T. Shippy, Summers, Kevin Mann, Tyler Lyon                   | 4:34  |
| 9.  | We Just Wanna Party (featuring Rittz et Darrein Safron)                     | Yates, McCollum, Darrein Safron, Adrian Ra'mon Smith                       | 4:01  |
| 10. | Strangeulation Vol. II Cypher III (featuring Big Scoob et JL B. Hood)       | Yates, Ashby, Summers, Jason Varnes                                        | 2:38  |
| 11. | Fired (featuring Stevie Stone et Darrein Safron)                            | Yates, Safron, Summer, Williams                                            | 4:07  |
| 12. | Real with Yourself (interprété par Darrein Safron featuring Tech N9ne)      | Safron, Yates, Summers                                                     | 4:12  |
| 13. | Chilly Rub (featuring Stevie Stone et Godemis)                              | Yates, King, Summers, Williams                                             | 4:18  |
| 14. | Strangeulation Vol. II Cypher IV (featuring Krizz Kaliko, Rittz et Prozak)  | Yates, Watson, McCollum, Shippy, Summers                                   | 3:15  |
| 15. | Wake and Bake (featuring Krizz Kaliko et ¡Mayday!)                          | Yates, Watson, Summers, Benjamin Miller, Bernardo Garcia, Gianni Perocarpi | 3:57  |
| 16. | Message to Murs (skit)                                                      |                                                                            | 0:46  |
| 17. | Blunt and a Ho (featuring Murs et Ubiquitous)                               | Yates, Nicholas Carter, Viglione, Summers                                  | 3:12  |
| 18. | Strangeulation Vol. II Cypher V (featuring Murs, Wrekonize et Bernz)        | Yates, Carter, Summers, Miller, Garcia                                     | 2:54  |
| 19. | Actin' Like You Know (interprété par Mackenzie O'Guin featuring Tech N9ne)  | Mackenzie O'Guin, Yates, Summers                                           | 4:09  |
| 20. | Torrid                                                                      | Yates, Summers, Lyon                                                       | 4:35  |

| 1.  | Praise KOD (featuring Ryan Bradley)                                        | 4:36 |
| 2.  | Strangeulation Vol. II Cypher I                                            | 2:52 |
| 3.  | PBSA (featuring Ces Cru)                                                   | 4:25 |
| 4.  | Push Start (featuring Big Scoob)                                           | 3:05 |
| 5.  | Slow to Me (featuring Krizz Kaliko et Rittz)                               | 4:40 |
| 6.  | Strangeulation Vol. II Cypher II (featuring Ces Cru et Stevie Stone)       | 4:03 |
| 7.  | MMM (Michael Myers Mask)                                                   | 3:54 |
| 8.  | Intruders (skit)                                                           | 1:04 |
| 9.  | Tell Me If I’m Trippin (featuring Prozak, Brotha Lynch Hung et Tyler Lyon) | 4:34 |
| 10. | We Just Wanna Party (featuring Rittz et Darrein Safron)                    | 4:01 |
| 11. | Muah (featuring Krizz Kaliko)                                              | 3:29 |
| 12. | Strangeulation Vol. II Cypher III (featuring Big Scoob et JL B.Hood)       | 2:38 |
| 13. | Fired (featuring Stevie Stone et Darrein Safron)                           | 4:07 |
| 14. | Real With Yourself (interprété par Darrein Safron featuring Tech N9ne)     | 4:12 |
| 15. | Chilly Rub (featuring Stevie Stone et Godemis)                             | 4:18 |
| 16. | Strangeulation Vol. II Cypher IV (featuring Krizz Kaliko, Rittz et Prozak) | 3:15 |
| 17. | Wake and Bake (featuring Krizz Kaliko et ¡Mayday!)                         | 3:57 |
| 18. | Message to Murs (skit)                                                     | 0:46 |
| 19. | Blunt and a Ho (featuring Murs et Ubiquitous)                              | 3:12 |
| 20. | Strangeulation Vol. II Cypher V (featuring Murs, Wrekonize et Bernz)       | 2:54 |
| 21. | Actin Like You Know (interprété par Mackenzie O'Guin featuring Tech N9ne)  | 4:09 |
| 22. | Torrid (featuring Tyler Lyon)                                              | 4:32 |
| 23. | Strange (Outro)                                                            | 1:02 |